# Medicina istintiva
La medicina istintiva è, secondo gli storici, il primo stadio dell'evoluzione della medicina che ha portato alla medicina scientifica passando attraverso la medicina sacerdotale, magica ed empirica. È ascrivibile non solo all'uomo ma anche agli animali superiori , e riferita spesso all'uomo primitivo.
È fondata sull'osservazione e quindi sull'imitazione (esempio: l'animale ferito che cerca refrigerio nell'acqua fredda o che mangia una specifica pianta per liberarsi dai parassiti) e sull'accudimento (esempio: l'aiuto delle donne anziane alla partoriente e l'istinto di protezione e attenzione rivolte dalla madre al proprio piccolo); è ricollegata di solito al concetto di magnetismo animale.